# Lago di Lauerz
Il lago di Lauerz (in tedesco: Lauerzersee) è un lago della Svizzera centrale, situato nel Canton Svitto.
Nel lago è presente l'isola Schwanau.